# Segundo Tratado del Gran Set
El Segundo Tratado del Gran Set (Deuteros logos tou megalos Seth en griego) es un manuscrito gnóstico y extracanónico, descubierto en el Códice VII de la biblioteca de Nag Hammadi, que data de alrededor del siglo III. El autor es desconocido, y el Seth al que se hace referencia en el título no aparece en ninguna parte del texto.

Se asume en este Segundo Tratado del Gran Set que Jesucristo se identifica como Set. Este libro narra la verdadera historia de el Cristo narrada en primera persona, de: su comisión celestial, su descenso a la materia y su retorno al Pleroma.

Algunos creen que Set puede hacer referencia al tercer hijo de Adán y Eva, a quien se reveló la gnosis por primera vez, según algunos gnósticos.

Abraxas, gnosticismo.

El autor parece pertenecer a un grupo de gnósticos que sostienen que Jesucristo no fue crucificado en la cruz. En cambio, el texto dice que Simón de Cirene fue  crucificado en su lugar. Cristo es descrito como que estaba de pie, 'riéndose de la ignorancia de ellos'.

Se dice que aquellos que creen que Jesús murió en la cruz creen en 'una doctrina de un hombre muerto'. Todos los que no tienen gnosis, incluidos aquellos que tenían lo que se convertiría en creencias ortodoxas, así como los personajes de Adán, Abraham, Isaac, Jacob, David, Salomón, los profetas o Moisés, son referidos como "objetos de risa". El texto muestra la burla que los gnósticos sintieron hacia aquellos que no se dieron cuenta de su verdad afirmada, que el texto bíblico era falso (al menos en determinados aspectos importantes) y que el Dios de los judíos no era el Dios verdadero.

## Revelación
El Segundo Tratado del Gran Set es un 'diálogo revelador' o revelación divina por Jesucristo, a una audiencia perfecta e incorruptible como son los gnósticos. El texto presenta de modo simple la historia del mandato del Salvador por la asamblea celestial, su descenso a la tierra, su encuentro con los poderes terrenales, su aparente crucifixión, y posteriormente su regreso al Pléroma.
A esta versión de la historia, se agregó una exhortación a sus seguidores con una promesa de bendición futura, cuando al final de su discurso dice: 'Descansa conmigo, mis espíritus y mis hermanos, para siempre'.
El Tratado del Gran Seth está escrito en primera persona desde la perspectiva de el Cristo. Para los gnósticos Seth es la manifestación espiritual más elevada del Cristo.

Algunos gnósticos creían que Jesús era un espíritu, y por tanto no podía morir.

De la traducción de Roger A. Bullard y Joseph A. Gibbons al inglés:

Por mi muerte, que creen que sucedió, ellos en su error y ceguera, ya que clavaron a su hombre hasta su muerte... Fue otro, su padre, quien bebió la hiel y el vinagre. No era yo. Me golpearon con la caña. Fue otro, Simón, que llevaba la cruz sobre su hombro. Yo era otro sobre Quien colocaron la corona de espinas... Y me reía de su ignorancia. (El Cristo como narrador).

## Inicio del texto
Al inicio del libro, el Cristo en primera persona declara:

Yo visité una morada corporal. Eché fuera a quien estaba en ella anteriormente y entré. (Bullard y Gibbons)

Esta declaración indica que el Cristo, habitó en un cuerpo humano que anteriormente había pertenecido a otra persona; lo que significa que el cuerpo no era suyo. El cuerpo como entidad física, no era el Cristo que es una entidad espiritual.

Los gnósticos autores de este Segundo Tratado del Gran Set, rechazaban la doctrina de los apóstoles de que Jesús el hombre, fuese el mismo Cristo en sustancia:

"Yo soy el que estuvo en él (en Jesús), no asemejándome al que estaba en él antes. Pues él era un hombre terrestre, pero yo procedo de arriba de los cielos."
 
En cuanto a mí, me revestí de Jesús. (Gómez, 1998)

La teología de Clemente de Alejandría, reflejaba una visión cuasi-docética de la naturaleza de Cristo, sosteniendo que el "Logos", la "Palabra" no estaba encarnada sino que solamente lo parecía.

## Creación del mundo
El Segundo Tratado del Gran Set también explica que el ser que creó el mundo no es el llamado "Único Dios Verdadero". Cristo en primera persona proclama:

Aunque dominamos su doctrina de esta forma, él vive en vanidad y no está de acuerdo con nuestro Padre. Y así, a través de nuestra amistad, prevalecimos sobre su doctrina, ya que es arrogante y no está de acuerdo con nuestro Padre. Porque era "objeto de risa" con su juicio y falsa profecía.

Esto demuestra la visión gnóstica de que el Dios de la Biblia hebrea no era el Único Dios Verdadero, sino más bien un ser inferior llamado Demiurgo, que fue creado por Sofía.
Cristo también hace sentencias afirmando que Adán, Moisés y Juan el Bautista también fueron "objeto de risa". Él dice:

Ni él ni los que le precedieron, desde Adán hasta Moisés y Juan el Bautista, ninguno de ellos me conoció ni a mí ni a mis hermanos. Porque una doctrina de los ángeles es lo que surgió de ellos, para mantener las reglas dietéticas y la amarga esclavitud. Nunca supieron la verdad ni la sabrán, porque hay un gran engaño en sus almas...

Él dice que estas figuras prominentes eran objeto de risa, porque creían que el Demiurgo era "el Único Dios Verdadero", y desconocían la verdad gnóstica.